# Mulan League de 2020
A Mulan League de 2020 é a 7ª edição do Campeonato Taiwanês de Futebol Feminino. A temporada regular começou em 11 de abril e tem previsão para acabar em 7 de novembro de 2020.

## Times
| Equipe        | Localização | Estádio                                  | Capacidade | Posição em 2019 |
| ------------- | ----------- | ---------------------------------------- | ---------- | --------------- |
| Hualien       | Hualien     | Hualien Stadium                          | 13.500     | 2º              |
| Kaohsiung     | Kaohsiung   | Estádio Nacional                         | 55.000     | 4º              |
| Hang Yuan     | Nova Taipé  | Fu Jen University Football Field         | 3.000      | 5º              |
| Taichung      | Taichung    | Taiyuan Football Field                   | 1.000      | Campeão         |
| Taipei Bravo  | Taipé       | Estádio Municipal                        | 20.000     | 3º              |
| Inter Taoyuan | Taoyuan     | National Taiwan Sport University Stadium | 1.000      | 6º              |

## Tabela
| Pos | Time          | J  | V | E | D | GP | GC | SG  | Pts | Qualificação                                |
| --- | ------------- | -- | - | - | - | -- | -- | --- | --- | ------------------------------------------- |
| 1   | Hualien       | 10 | 8 | 2 | 0 | 34 | 12 | +22 | 26  | Semifinais da Copa Mulan League 2020        |
| 2   | Taichung      | 10 | 7 | 0 | 3 | 33 | 15 | +18 | 21  | Semifinais da Copa Mulan League 2020        |
| 3   | Taipei Bravo  | 10 | 6 | 2 | 2 | 16 | 12 | +4  | 20  | Quartas de Finais da Copa Mulan League 2020 |
| 4   | Inter Taoyuan | 10 | 3 | 2 | 5 | 10 | 16 | -6  | 11  | Quartas de Finais da Copa Mulan League 2020 |
| 5   | Hang Yuan     | 10 | 1 | 2 | 7 | 6  | 23 | -17 | 5   | Quartas de Finais da Copa Mulan League 2020 |
| 6   | Kaohsiung     | 10 | 0 | 2 | 8 | 4  | 25 | -21 | 2   | Quartas de Finais da Copa Mulan League 2020 |

Atualizado em 12 de julho│ Fonte: CTFA

## Resultados
| Casa/Fora     | HYU | HUA | ITA | KAO | TBW | TBR |
| ------------- | --- | --- | --- | --- | --- | --- |
| Hang Yuan     |     |     | 1–1 |     | 1–3 | 0–2 |
| Hualien       | 2–1 |     | 2–1 | 5–0 |     |     |
| Inter Taoyuan |     |     |     |     | 2–5 | 0–2 |
| Kaohsiung     | 1–2 |     | 0–1 |     |     | 0–2 |
| Taichung      |     | 2–3 |     | 5–1 |     | 0–1 |
| Taipei Bravo  |     | 2–2 |     |     |     |     |

Fonte: CTFA
| Casa/Fora     | HYU | HUA | ITA | KAO | TBW | TBR |
| ------------- | --- | --- | --- | --- | --- | --- |
| Hang Yuan     |     |     | 0–2 |     | 0–5 | 0–1 |
| Hualien       | 6–1 |     | 2–0 |     | 5–2 |     |
| Inter Taoyuan |     |     |     |     |     | 0–0 |
| Kaohsiung     | 0–0 | 0–0 | 1–2 |     |     | 1–2 |
| Taichung      |     |     | 3–1 | 6–0 |     |     |
| Taipei Bravo  |     | 3–7 |     |     | 1–2 |     |

Fonte: CTFA
| Casa/Fora     | HYU  | HUA  | ITA  | KAO  | TBW  | TBR  |
| ------------- | ---- | ---- | ---- | ---- | ---- | ---- |
| Hang Yuan     |      |      | 12ªR | 11ªR |      | 14ªR |
| Hualien       | 13ªR |      | 15ªR | 12ªR |      |      |
| Inter Taoyuan |      |      |      | 14ªR | 11ªR | 13ªR |
| Kaohsiung     |      |      |      |      |      | 15ªR |
| Taichung      | 15ªR | 14ªR |      | 13ªR |      | 12ªR |
| Taipei Bravo  |      | 11ªR |      |      |      |      |

Fonte: CTFA

## Copa da Mulan League
|  | Playoff | Playoff     | Playoff |  |  | Semifinais | Semifinais  | Semifinais |  |  | Final | Final | Final |
|  |         |             |         |  |  |            |             |            |  |  |       |       |       |
|  |         |             |         |  |  | 1          | 1º colocado |            |  |  |       |       |       |
|  | 4       | 4º colocado |         |  |  |            |             |            |  |  |       |       |       |
|  | 5       | 5º colocado |         |  |  |            |             |            |  |  |       |       |       |
|  |         |             |         |  |  |            |             |            |  |  |       |       |       |
|  |         |             |         |  |  | 2          | 2º colocado |            |  |  |       |       |       |
|  | 3       | 3º colocado |         |  |  |            |             |            |  |  |       |       |       |
|  | 6       | 6º colocado |         |  |  |            |             |            |  |  |       |       |       |

## Estatísticas
Atualizado após a 10ª rodada

### Maiores goleadoras
| Pos | Jogadora     | Clube    | Gols |
| --- | ------------ | -------- | ---- |
| 1   | Michelle Pao | Taichung | 13   |

### Líderes em assistência
| Pos | Jogadora    | Clube   | Assistências |
| --- | ----------- | ------- | ------------ |
| 1   | Hsu Yi-yun  | Hualien | 6            |
| 1   | Tan Wen-lin | Hualien | 6            |

### Jogos sem sofrer gols
| Pos | Jogadora     | Clube        | Jogos |
| --- | ------------ | ------------ | ----- |
| 1   | Lo Han-ching | Taipei Bravo | 5     |